# Jakuba Katalpa
Jakuba Katalpa, vlastním jménem  Tereza Jandová (* 23. září 1979 Plzeň) je česká spisovatelka a výtvarnice. Vystudovala bohemistiku, mediální studia a psychologii. Její manžel Jan Koubek je také spisovatelem. Autorka se ve svých knihách věnuje tématu vztahů mezi Čechy a Němci. Náměty pro svou tvorbu částečně čerpá například z příběhů, jež poslouchala během svého dětství, které strávila v Sudetech. Svůj pseudonym Jakuba si zvolila kvůli své oblibě mužského jména Jakub, příjmení Katalpa odkazuje na druh listnatého stromu. 

## Dílo
- Krásné bolesti (sbírka povídek, 2000)
- Povídka beze jména (2003)
- Je hlína k snědku? (2006) - autorčina prvotina, představuje text tvořený mnoha krátkými kapitolami, které však na sebe dějově bezprostředně nenavazují - jejich souvislost je čtenáři zřejmá až po přečtení celé knihy. Hlavní hrdinkou je třicetiletá Nina, snažící se uniknout z prostředí svého měšťáckého domova a svého manžela do vášnivých vztahů s milenci a milenkou. Letmo je také zachycena historie Nininy rodiny a její vzpomínky na dětství prožité u babičky - doktorky. Dílo tak představuje příběh o hledání cesty sama k sobě, předkládaný s mimořádnou otevřeností, využívající střídání dějů a časů. [2]
- Hořké moře (2006) - román, vyprávěn z pohledu tří generačně odlišných žen, jejichž osudy se proplétají v civilní i citové rovině. [3]
- Němci (2012) - román
  - Píše se rok 1987 a ze západního Německa do Prahy dorazí poslední z balíčků, které rodině Mahlerových pravidelně přicházely od konce čtyřicátých let. Svému synovi Konradovi je posílala Klára Rissmannová. O babičce Kláře se však u Mahlerových nikdy nemluvilo, a proto po Konradově nečekané smrti zůstane řada nezodpovězených otázek. Pochopení rodinné minulosti a odhalení jejích traumat leží na Klářině vnučce, která se rozhodne babičku najít. Ve svém románu zavádí Jakuba Katalpa čtenáře do prostředí německé rodiny zasažené útrapami první a druhé světové války, do válečných Sudet a poválečné Prahy. Slibný svět hlavní hrdinky, z počátku přímočaře bezstarostný, začíná s přibývajícím časem dostávat trhliny, růžové brýle střídá deziluze a před čtenářem vyvstává otázka – opravdu je možné po tolika letech nalézt pravdu? Autorčin vytříbený jazyk silně kontrastuje se syrovostí, s níž jsou líčeny životní milníky jednotlivých postav, a umožňuje tak ještě zevrubněji prozkoumat téma ztráty a vykořenění, které v mnoha variacích dominuje celému románu. [4]
- Doupě (2017) - román ze současnosti
  - Květa je po manželově smrti sužována pocitem samoty a neužitečnosti. Ve sklepě svého domu proto vybuduje malou místnost — doupě — a čeká na návštěvníka, kterého by do ní mohla zavřít a jemuž by mohla vyprávět svůj životní příběh. Zatímco Květa opečovává svého vězně, v Americe umírá na rakovinu Akiko Ikedaová. Dochází sice na chemoterapii, ta však nezabírá a její manžel postupně ztrácí víru v manželčino uzdravení. Hoang Thi Anhová opouští rodný Vietnam a vydává se na dalekou cestu do Prahy, aby pomohla své dceři s vedením domácnosti a malého obchodu. Naráží při tom na odcizení, nejen kulturní, ale také rodinné a generační. Jakkoliv jsou cesty protagonistů zprvu mimoběžné, v jednom okamžiku se protnou v Praze, aby pak nadále pokračovaly vlastním směrem. Všechny tři příběhy tak představují míjení, nedorozumění i paralelnost lidských osudů. [5]
- Zuzanin dech (2020)
  - Román na pozadí pohnutých dějin 20. století vypráví příběh dcery židovského cukrovarníka Liebeskinda. Část se odehrává v rodinném cukrovaru odkazujícím na československou cukrovarnickou velmoc, část je zasazena do koncentračního tábora. Přesto kniha primárně není ani historickým románem, ani příběhem o holokaustu. „Je to hlavně kniha o lásce, přátelství a také o lásce rodičů k dětem.“ [6]
- Úlice: Liebesroman (2025)

## Ocenění
- 2007 – nominace na Magnesii Literu 2007 pro objev roku za knihu Je hlína k snědku?[7]
- 2009 – nominace na Cenu Jiřího Ortena 2009 pro autora do 30 let za knihu Hořké moře
- 2013 – literární Cena Česká kniha za knihu Němci
- 2013 – literární Cena Josefa Škvoreckého za knihu Němci[8]

## Rozhlasové zpracování děl
- 2020 Hraběnka, Český rozhlas, pro rozhlas upravila Martina Toušková, v režii Jakuba Doubravy účinkoval Richard Fiala.[9]
- 2021 Zuzanin dech, třináctidílná četba na pokračování Českého rozhlasu, pro rozhlas upravila autorka, v režii Dimitrije Dudíka četla Andrea Elsnerová.[10]
- 2025 Rozloučení, četba na pokračování Českého rozhlasu České Budějovice. V režii Jakuba Doubravy čte Jana Ondrušková.[11]